# 13229 Echion
13229 Echion (1997 VB1) là một Trojan của Sao Mộc được phát hiện ngày 2 tháng 11 năm 1997 bởi J. Ticha và M. Tichy ở Klet.